# Relations militaires entre les États-Unis et Israël

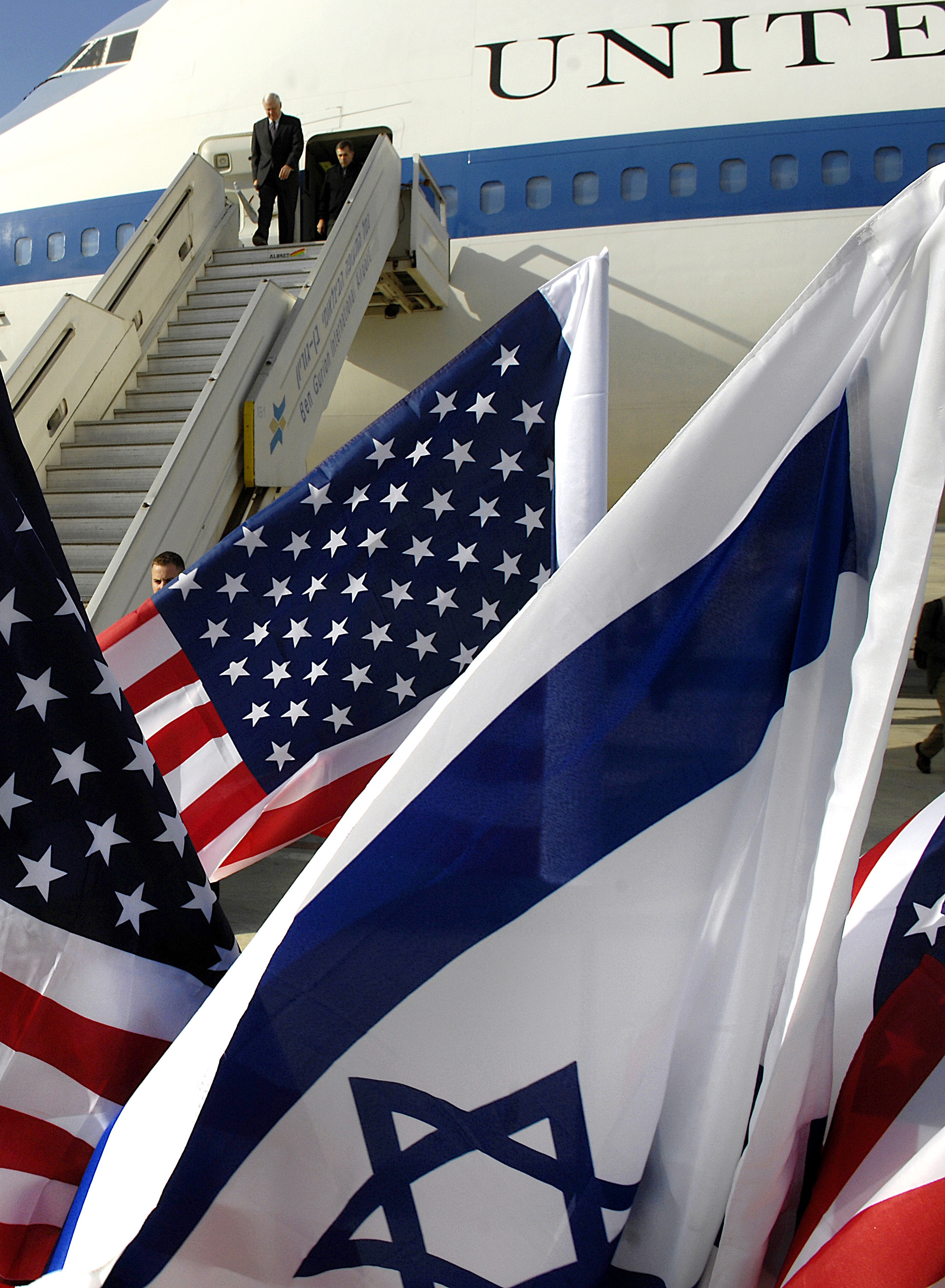
Arrivée du secrétaire à la Défense des États-Unis Robert Gates à Tel Aviv le 18 avril 2007.

Israël et les États-Unis entretiennent des relations militaires très étroites en raison des intérêts économiques américains dans la région du Moyen-Orient (doctrine Kissinger)
ainsi que du travail du lobby pro-israélien aux États-Unis qui influencent sensiblement la politique américaine dans cette région.
Le lobby pro-israélien sert de courroie de transmission de la politique israélienne aux États-Unis, préparant les projets de lois soumis au vote du Congrès des États-Unis en fonction des priorités israéliennes, coordonnant et transmettant de l'information issue du gouvernement des États-Unis vers le gouvernement israélien tout en s'impliquant dans des opérations d'espionnage au profit des services secrets israéliens.
Dans l'ouvrage The Israel Lobby and U.S. Foreign Policy, John Mearsheimer et Stephen Walt remettent en question le bénéfice tiré d'un tel soutien à Israël arguant que les intérêts américains auraient été mieux servis si les États-Unis avaient entretenu des relations avec le monde arabe fondées sur le respect mutuel.
Bien que n'étant pas membre de l'OTAN, Israël est le pays qui, chaque année, bénéficie le plus de l'assistance militaire des États-Unis depuis le revirement de la France après la guerre des Six jours. Israël est non seulement un acheteur majeur d'armes américaines mais il développe également de nombreux programmes de recherche-développement militaire en coopération avec les États-Unis.

## Chronologie d'un soutien indéfectible
Alors que la politique extérieure américaine était peu intéressée par le Moyen-Orient avant la Seconde Guerre mondiale, la période d'après-guerre vit un regain d'intérêt croissant des États-Unis pour cette région du monde. À cela trois raisons : la menace soviétique, l'apparition de l'État d'Israël, la découverte de gisements considérables de pétrole.
Au lendemain de la création de l'État d'Israël, les États-Unis durent redéfinir leur stratégie militaire pour endiguer la sphère d'influence soviétique et prévenir la course aux armements au Proche-Orient.
À l'époque le fournisseur d'armes désigné d'Israël est la France : la France fournit à Israël des équipements militaires tels que le chasseur-bombardier Dassault Mystère II, elle assiste et soutient le programme militaire nucléaire israélien. Initialement les États-Unis ne cédèrent pas face à la pression d'Israël pour lui vendre des armements sophistiqués.
Mais devant la vente d'avions de combat de l'URSS à l'Irak et à la République arabe unie, « à circonstance exceptionnelle mesure exceptionnelle », les États-Unis décident de vendre des missiles anti-aériens Hawk à Israël « sans que cela ne puisse en aucune manière signifier de changement de politique américaine dans cette région ». En cas de conflit, les missiles Hawk sont « censés être uniquement des armes de défense ». Plus tard lorsque la Jordanie menace de se tourner vers l'URSS pour acheter des armes, les États-Unis acceptent de lui vendre, ainsi qu'à Israël, des chars d'assaut et des avions à réaction pour contrer l'influence soviétique.
Au début des années 1960, les États-Unis cherchèrent à établir un accord de limitation à la course à l'armement au Moyen-Orient. Mais cette initiative fut rendue vaine lorsque fut dévoilé que les États-Unis, via l'Allemagne de l'Ouest, fournissaient des armes à Israël depuis 1962 en vertu d'un accord secret prévoyant des ventes d'armes pour un montant de 80 millions de dollars. Cet accord fut finalement révélé publiquement : les États-Unis livrèrent alors à Israël des chars M48 et des avions de combat Douglas A-4 Skyhawk.
En 1967, l'attitude des États-Unis marque un tournant après la guerre des Six Jours lorsque de nombreux pays arabes, au nombre desquels l'Égypte, penchent durablement du côté soviétique. En 1968, bénéficiant d'un fort soutien du Congrès des États-Unis, le président Lyndon Baines Johnson décide la vente d'avions de combat McDonnell Douglas F-4 Phantom II à Israël, rompant ainsi l'équilibre de soutien militaire entre Israël et les pays arabes. Toutefois pour endiguer l'influence soviétique, les États-Unis fourniront quand même certains pays arabes comme le Liban, la Jordanie et l'Arabie saoudite.
En 1973, lors de la guerre du Kippour, les États-Unis organisent un pont aérien massif (nom de code : opération Nickel Grass) pour fournir des armements et des vivres à Israël. Face à la recrudescence du soutien de l'URSS aux pays arabes, les États-Unis livrèrent plus de 22 000 tonnes de chars de combat, d'artillerie et de munitions à Israël. Par la mer les États-Unis acheminèrent également 33 000 tonnes de matériel, 40 F-4 Phantoms, 36 A-4 Skyhawks et 12 C-130 Hercules pour remplacer les pertes israéliennes.
En 1980, sous l'administration Reagan, la coopération entre Israël et les États-Unis se renforce.
En 1981, le ministre de la défense israélien Ariel Sharon et le secrétaire à la Défense des États-Unis Caspar Weinberger ratifient l'accord Strategic Cooperation Agreement (en) établissant un cadre de coopération entre les deux pays en matière de sécurité. En 1983, les deux pays forment une alliance militaire : les armées des deux pays organisent des exercices militaires conjointement ; les États-Unis construisent les infrastructures pour les stocks d'armes d'Israël.
En 1987, les États-Unis accordent à Israël le statut d'allié majeur hors OTAN donnant droit à Israël d'acheter de l'armement américain au même titre qu'un pays membre de l'OTAN.
Israël devient alors le pays le plus fourni au monde en armement américain.
En 1991, lors de la Guerre du Golfe, pour aider Israël à contrer les missiles Scud de l'Irak, les États-Unis lui livrent des systèmes de missiles sol-air Patriot, rompant de ce fait l'alliance américano-arabe. Sous l'administration Clinton, le gouvernement américain permet à Israël d'acheter pour plus de 700 millions de dollars de matériel pour moderniser son armement : des avions de chasse, des hélicoptères, des systèmes de missiles JDAM. Des accords importants de coopération militaires sont également établis.
Sous l'administration Bush, la coopération s'accroît davantage ; Israël passe commande pour un grand nombre d'avions de combat General Dynamics F-16 Fighting Falcon. En 2006, durant la guerre du Liban, les États-Unis livrent Israël en kérosène et en armes de précision.
En 2008-2009, lors de l'attaque israélienne sur la bande de Gaza, les États-Unis cherchent à affréter un navire marchand à partir de la Grèce pour livrer plusieurs centaines de tonnes d'armes à Israël révèlent des documents consultés par Reuters. Selon le Military Sealift Command de la marine américaine, le navire transporterait 325 conteneurs standards de 20 pieds contenant des « munitions » et effectuerait deux trajets entre le port grec d'Astakos et le port israélien d'Ashdod entre la mi-janvier et la fin du mois.

## Coopération militaire

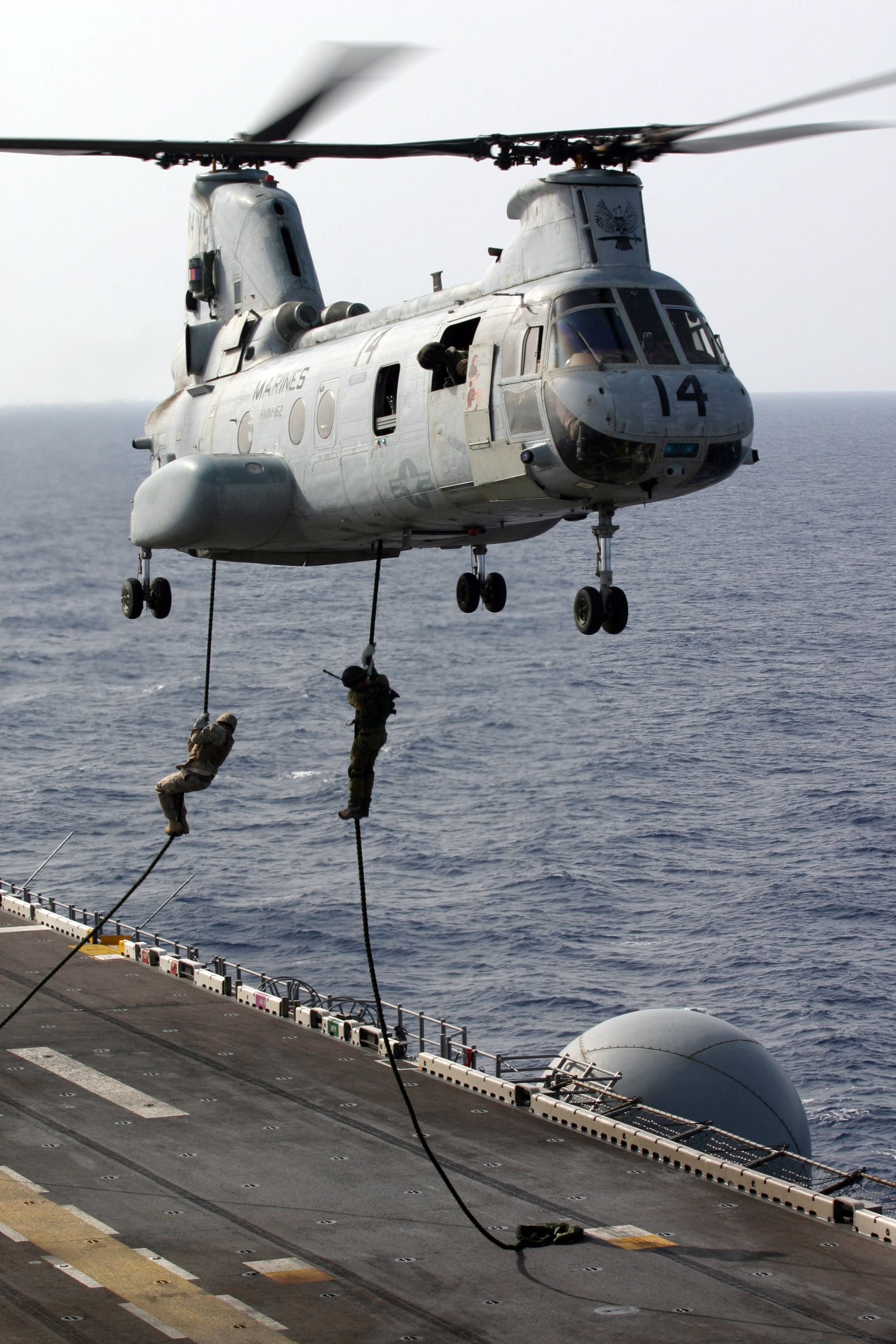
Militaire israéliens et Marines américains du 26th Marine Expeditionary Unit réalisant une descente en corde lisse depuis un CH-46E Sea Knight sur le pont de l'.

La coopération entre Israël et les États-Unis est très étroite dans beaucoup de domaines d'activité militaire. Les États-Unis supervisent la recherche-développement en armes d'Israël, contribuant au financement d'importants projets de défense israélien comme le char d'assaut Merkava et le chasseur IAI Lavi. Israël participe activement au développement de l'avion de combat Lockheed Martin F-35 Lightning II. Les États-Unis lui proposent de participer au programme F-22 Raptor, demande qu'Israël refuse en raison du coût élevé du projet.
Israël et États-Unis coopèrent dans plusieurs projets de développement de technologie militaire : on peut citer le missile anti-missile Arrow et le système laser Nautilus. Les deux armées mènent conjointement des exercices pour tester leur bonne inter-opérabilité. En contrepartie, la Sixième flotte américaine stationne à Haifa et Israël assure la logistique et la maintenance pour les forces américaines déployées dans la région. Les deux pays mettent également partiellement en commun leurs services de renseignements.

## Polémiques
Le rapprochement militaire entre Israël et États-Unis a suscité de nombreuses polémiques depuis de nombreuses années. L'effort de guerre américain (opération Nickel Grass) lors de la guerre du Kippour suscita l'indignation des pays arabes. Cela amena les pays membres de l'OPEP à décréter un embargo sur le pétrole contre les États-Unis, provoquant ainsi le premier choc pétrolier.
En 1982, lors de la guerre du Liban, les États-Unis décident de suspendre la livraison d'armes à sous-munitions après qu'Israël les utilisa à des fins d'agression et non de défense.
En 2007, le livre Le Lobby pro-israélien et la politique étrangère américaine, écrit par John Mearsheimer et Stephen Walt, qui soulignent l'influence importante de l'AIPAC à Washington, suscite la polémique.

## Espionnage
Plusieurs affaires d'espionnage ont cependant troublé les relations américano-israéliennes, la dernière en date étant l'arrestation, en octobre 2009, de Stewart Nozette (en), un scientifique travaillant pour le département de la Défense et la NASA, accusé d'avoir transmis de l'information classifiée à un agent du FBI se faisant passer pour un agent israélien, comptant obtenir ainsi deux millions de dollars.

## Aide militaire
Israël reçoit, de la part des États-Unis, une assistance militaire plus que n'importe quel autre pays au monde. Depuis 1987, Israël reçoit en moyenne chaque année 1,8 milliard de dollars en termes de vente ou de financement. Cette aide fut portée à 2,4 milliards sous l'administration Clinton.
En 2007, les États-Unis accroissent de 25 % leur enveloppe pour Israël portant leur subvention à 3 milliards de dollars chaque année pour la décennie à venir. Le président américain George W. Bush assure au premier ministre israélien Ehud Olmert que les États-Unis garantiront « un avantage qualitatif » à Israël par rapport aux autres pays du Moyen-Orient.
De 2019 à 2028 l'aide militaire sera élevée à près de 4 milliards de dollars par an.

### Ventes d'armes des États-Unis à Israël

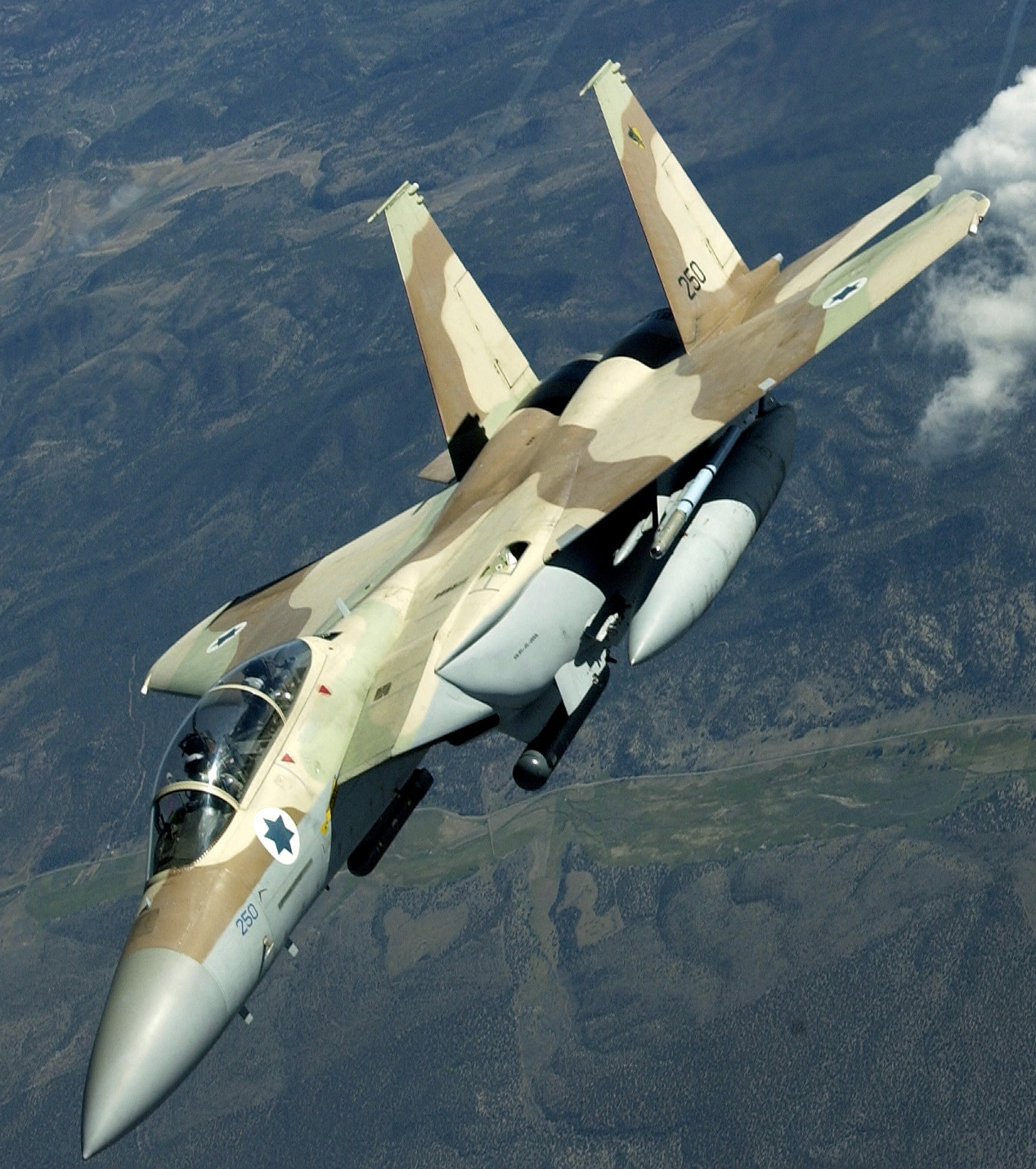
Israeli Air Force McDonnell Douglas F-15I Ra'am

Note: liste non exhaustive.
| Année     | VE             | VPC            | TOTAL          |
| --------- | -------------- | -------------- | -------------- |
| 2001      | $766,026,000   | $4,019,000     | $770,045,000   |
| 2002      | $629,426,000   | $1,427,000     | $630,853,000   |
| 2003      | $845,952,000   | $16,455,000    | $862,407,000   |
| 2004      | $878,189,000   | $418,883,000   | $1,297,072,000 |
| 2005      | $1,652,582,000 | $1,110,223,000 | $2,762,805,000 |
| 2001–2005 | $4,772,175,000 | $1,551,007,000 | $6,323,182,000 |

- VE - Ventes d'État
- VPC - Ventes privées commerciales

Source: "Facts Book: Department of Defense, Security Assistance Agency," 30 septembre 2005.

### Financement militaire direct des États-Unis à Israël
Note : liste non exhaustive.
| Année            | FMF             | ESF            | Supplementals  | NADR-ATA    | TOTAL           |
| ---------------- | --------------- | -------------- | -------------- | ----------- | --------------- |
| 2001             | $1,975,644,000  | $838,000,000   |                |             | $2,813,644,000  |
| 2002             | $2,040,000,000  | $720,000,000   |                | $28,000,000 | $2,788,000,000  |
| 2003             | $2,086,350,000  | $596,100,000   | $1,000,000,000 |             | $3,682,450,000  |
| 2004             | $2,147,256,000  | $477,168,000   |                |             | $2,624,424,000  |
| 2005             | $2,202,240,000  | $357,120,000   | $50,000,000    | $210,000    | $2,609,570,000  |
| 2006 (estimated) | $2,257,200,000  | $273,600,000   |                | $526,000    | $2,531,326,000  |
| 2007 (requested) | $2,340,000,000  | $120,000,000   |                | $320,000    | $2,460,320,000  |
| Total 2001-2007  | $15,048,690,000 | $3,381,988,000 | $1,050,000,000 | $29,056,000 | $19,509,734,000 |

- FMF - Financement Direct
- ESF - Subventions économiques (open-ended monetary assistance that can be used to offset military spending and arms purchases, as well as for non-military purposes)

*Supplementals are special one-time grants meant as a complement to already allocated aid
*NADR-ATA - Nonproliferation, Anti-Terrorism, Demining & Related Programs
Source : "Congressional Budget Justification for Foreign Operations," Fiscal Years 2001-2007.

### Équipement militaire américain en usage en Israël

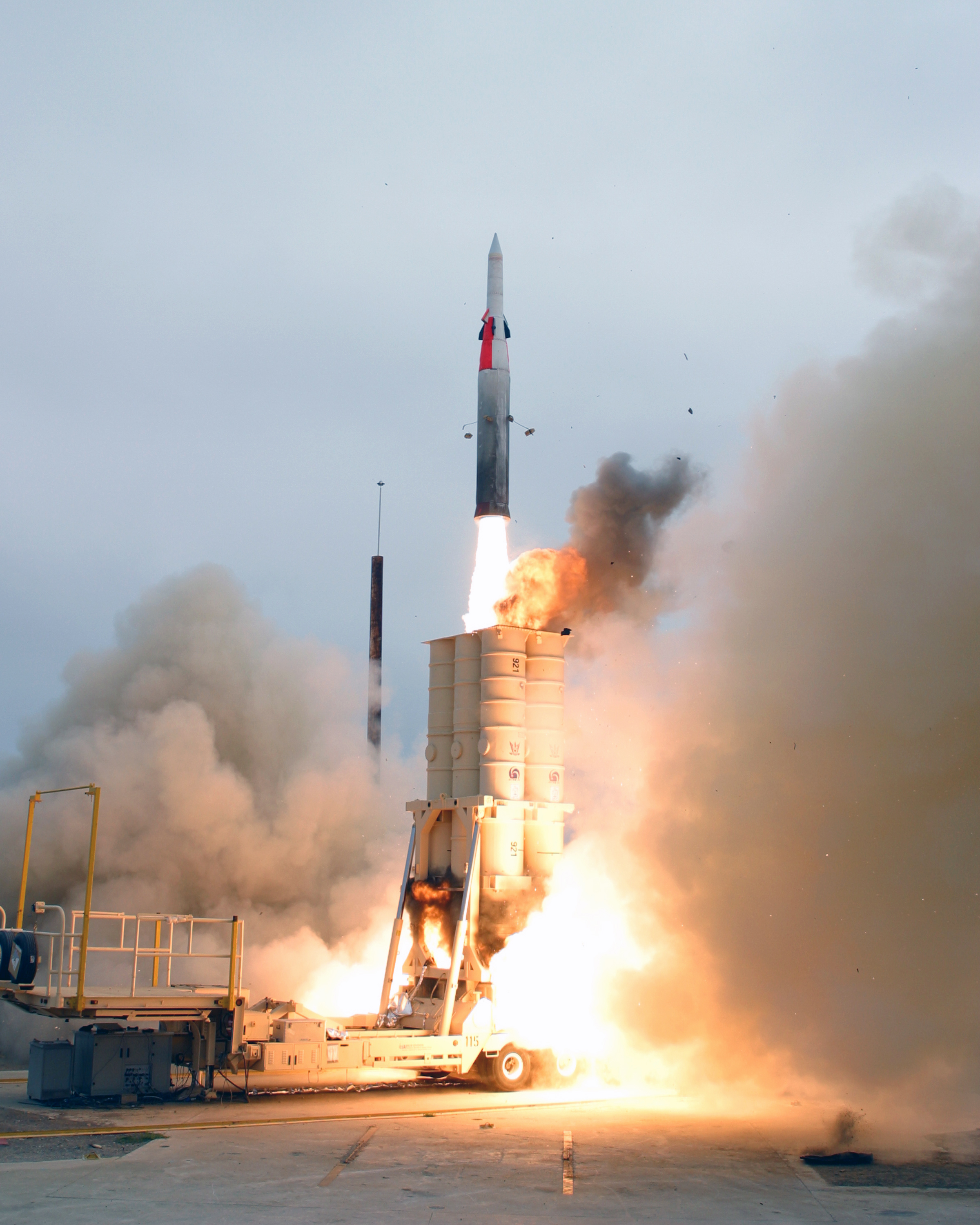
Système de missile anti-balistique Arrow, développé en partenariat avec les États-Unis.

Les États-Unis sont le plus grand fournisseur d'armement à Israël. Selon l'U.S. Congressional Research Service, entre 1998 et 2005, les États-Unis ont fourni la quasi-totalité de l'approvisionnement de l'État juif pour des contrats portant sur plus de 9,5 milliards de dollars.
Bien qu'il faille un accord du gouvernement américain pour l'achat d'armes, Israël traite directement avec les compagnies américaines pour ses approvisionnements. Cette permission n'est pas toujours automatique, ainsi Israël se vit refuser la demande d'achat des missiles à ogive nucléaire BGM-109 Tomahawk.
En dehors des États-Unis, Israël possède la plus grande flotte de F-16 au monde. L'Armée de l'air israélienne compterait 362 F-16 en plus de 106 F-15.
Source:Sentinel Eastern Mediterranean 2007.
| Désignation                                    | Quantité        | Date livraison     | Origine                   |
| Avion de chasse                                | Avion de chasse | Avion de chasse    | Avion de chasse           |
| ---------------------------------------------- | --------------- | ------------------ | ------------------------- |
| F-15A Eagle                                    | 25              | 1991-92            | Ex-U.S. Air Force         |
| F-16C/D Fighting Falcon                        | 60              | 1991-93            | U.S.                      |
| F-16A/B Fighting Falcon                        | 50              | 1991-93            | Ex-U.S. Air Force         |
| F15I Eagle                                     | 25              | From 1997          | U.S.                      |
| F-16I Fighting Falcon                          | 102             | From 2003          | U.S.                      |
| Avions de Logistique                           |                 |                    |                           |
| C-130 Hercules E/H                             | 39              | From 1974          | U.S.                      |
| Boeing KC-707                                  | 6               | 1973               | U.S.                      |
| Gulfstream G500                                | 5               | From 2002          | U.S.                      |
| Autres Avions                                  |                 |                    |                           |
| Cessna 206                                     | ??              | ??                 | inconnu                   |
| Avions d'entraînement                          |                 |                    |                           |
| Northrop Grumman TA-4                          | ??              | ??                 | U.S.                      |
| Hélicoptère d'attaque                          |                 |                    |                           |
| AH-1E HueyCobra                                | 14              | 1995               | Ex-U.S. Army              |
| AH-64 Apache                                   | 36              | 1990-91            | U.S.                      |
| AH-64D Apache                                  | 9               | From 2004          | U.S.                      |
| Utilitaires, cargo, et hélicoptères de soutien |                 |                    |                           |
| S-65/CH-53E Sea Stallion                       | 10              | 1990-91            | U.S.                      |
| S-65/CH-53D Sea Stallion                       | 2               | 1994               | Ex-U.S. Air Force         |
| Bell 206                                       | ??              | ??                 | non connu                 |
| Bell 212                                       | ??              | ??                 | non connu                 |
| Sikorsky S-70A-50                              | 15              | 2002-03            | U.S.                      |
| S-70/UH-60A Black Hawk                         | 10              | 1994               | Ex-U.S. Army              |
| Véhicules militaires de terrain                |                 |                    |                           |
| M113 (blindé)                                  | 6,000           | ??                 | non connu                 |
| Char Patton                                    | 300             | ??                 | non connu                 |
| Artillerie                                     |                 |                    |                           |
| Obusier M109                                   | ??              | ??                 | inconnu                   |
| Lance-roquettes multiples                      | 42              | depuis 1995        | U.S.                      |
| Munitions                                      |                 |                    |                           |
| Joint Direct Attack Munition                   | 6,700           | 1999-2004          | U.S.                      |
| Bombe Mark 84 d'emploi général                 | ??              | ??                 | U.S.                      |
| Missiles                                       |                 |                    |                           |
| FIM-92A Stinger                                | 200             | 1993-94            | U.S.                      |
| MIM-104 Patriot                                | 32              | 1991               | U.S.                      |
| MIM-72 Chaparral                               | 500             | commande en cours  | Ex-U.S. Forces            |
| M48A3 Self-Propelled Chaparral System          | 36              | commande en cours  | Ex-U.S. Forces            |
| AGM-114 Hellfire II                            | ??              | Milieu années 1990 | U.S.                      |
| AGM-62 Walleye                                 | ??              | ??                 | non connu                 |
| AGM-65 Maverick                                | ??              | ??                 | non connu                 |
| AGM-78 Standard ARM                            |                 |                    | U.S.                      |
| AGM-142D                                       | 41              | commande en cours  | projet commun Israël/U.S. |
| AIM-120 AMRAAM                                 | 64              | commande en cours  | U.S.                      |
| AIM-7 Sparrow                                  | ??              | ??                 | non connu                 |
| AIM-9S Sidewinder                              | 200             | 1993-94            | U.S.                      |
| AGM-84 Harpoon                                 | ??              | ??                 | non connu                 |
| BGM-71 TOW-2A/B                                | ??              | Milieu années 1990 | U.S.                      |